# Svendborgmotorvejen
De Svendborgmotorvejen (Nederlands: Svendborgautosnelweg) is een autosnelweg in Denemarken op het eiland Funen tussen Odense en Svendborg. Bij Odense sluit de Svendborgmotorvejen aan op de Fynske Motorvej.
Over de gehele lengte is de Svendborgmotorvejen genummerd als Primærrute 9. Deze weg loopt vanaf Svendborg verder via Langeland naar Maribo op het eiland Lolland. Administratief is de weg genummerd als M41, maar dit nummer wordt niet op de bewegwijzering gebruikt.

## Geschiedenis
Het eerste gedeelte tussen Knooppunt Odense en Kværndrup werd op 16 september 2006 voor het verkeer opengesteld. Het tweede gedeelte tussen Kværndrup en Svendborg werd december 2007 geopend.